# Stictigramma leechi
Stictigramma leechi är en fjärilsart som beskrevs av Alfred Ernest Wileman 1915. Stictigramma leechi ingår i släktet Stictigramma och familjen nattflyn. Inga underarter finns listade i Catalogue of Life.